# La Route de Memphis
Série The Blues
The Soul of a Man
(2003) Devil's Fire
(2003)
Pour plus de détails, voir Fiche technique et Distribution.
La Route de Memphis (The Road to Memphis) est un film documentaire américain réalisé par Richard Pearce, diffusé en 2003 sur la chaîne américaine PBS.
C'est le troisième épisode de la série Le Blues (The Blues, A Musical Journey), produite par Martin Scorsese.

## Synopsis
Ce troisième film de la série est situé à Memphis, d'où sortit un nouveau style de blues. Il contient des documents sur Howlin' Wolf mais s'attache principalement à la personnalité de B. B. King.

## Fiche technique
- Titre français : La Route de Memphis
- Titre original : The Road to Memphis
- Réalisation : Richard Pearce et Robert Kenner
- Scénario : Robert Gordon
- Production : Alex Gibney et Martin Scorsese
- Société de production : Martin Scorsese Presents
- Distribution : BAC Films (France)
- Photographie : Richard Pearce
- Pays d'origine :  États-Unis
- Format : Couleurs
- Genre : documentaire musical
- Durée : 89 minutes
- Date de sortie :

États-Unis : 30 septembre 2003 (1re diffusion sur PBS)
France : 25 février 2004

## Distribution
- The Coasters[1]
- Fats Domino[1]
- Rosco Gordon[1]
- B.B. King
- Little Milton
- Little Richard[1]
- Howlin' Wolf[1]
- Bobby Rush
- Rufus Thomas
- Calvin Newborn
- Hubert Sumlin
- Chris Spindel, de la station de radio WDIA
- Don Kern, de la station de radio WDIA
- Dr. Louis Cannonball Cantor
- Cato Walker III
- Little Milton Campbell
- Sam Phillips
- Ike Turner
- Jim Dickinson